# Ган Олена Андріївна
Олена Андріївна Ган (до шлюбу Фадєєва, 12 (24) січня 1814, Ржищів — 24 червня (6 липня) 1842, Одеса) — письменниця XIX століття, феміністка, постійна авторка журналу «Бібліотеки для читання» Йосипа Сеньковського та журналу «Вітчизняні записки».

## Біографія
Народилася 12 (24) січня 1814 року у Ржищеві Київської губернії в багатодітній дворянській родині. Дитинство та юність провела в Катеринославі. По материнській лінії належала до роду князів Довгорукових, її батьками були Андрій Михайлович Фадєєв (1789–1867), таємний радник, губернатор Саратова, та княжна Олена Павлівна Довгорукова. Рідна сестра Олени, Катерина, була одружена з Юлієм Федоровичем Вітте (1814–1867), від шлюбу з якою народився майбутній російський державний діяч, міністр фінансів  Росії  Сергій Юлійович Вітте (1849–1915).
У 16 років Олена вступила в шлюб з капітаном Петром Олексійовичем Ганом (1798—1873), військовим, який походив із роду німецьких переселенців, що приїхали до Росії в середині XVIII століття.
У 1831 році народила першу доньку Олену (в майбутньому відома теософиня Олена Блаватська), а у 1835 — доньку Віру, майбутню письменницю Віру Желіховську. Олена Ган разом з малими дітьми й чоловіком подорожувала Україною. У 1831—1832, потім в 1834—1835 роках сім'я Ган жила в селі Романкове, потім в 1837—1839 у Кам'янському.
14 жовтня 1838 року вона пише з Кам'янського на Кавказ декабристу С. І. Кривцову: «О чем же я могу вам писать, живя в таком уединении? Разве только о холоде в Каменском да обо мне самой. Что еще я могу сказать о себе? Хотите ли иметь точное понятие о моей обстановке и моем времяпрепровождении? Я живу в скверной, сырой, холодной избе; из моих окон я вижу — на восток сельскую церковь, к западу — кладбище на пригорке, уставленное крестами, готовыми упасть; к югу — большую конюшню, к северу — другое строение, принадлежащее батарее, далее — степь, пески, болота».
Навесні 1836 року сім'я прибула до Петербургу, де Олена побачила на виставці Пушкіна, про що написала рідним: «Я узнала — Пушкина! Я воображала его чёрным брюнетом, а его волосы не темнее моих, длинные, взъерошенные… Маленький ростом, с заросшим лицом, он был не красив, если бы не глаза. Глаза блестят, как угли, и в беспрерывном движении. Я, разумеется, забыла картины, чтобы смотреть на него. И он, кажется, это заметил: несколько раз, взглядывая на меня, улыбался… Видно, на лице моем изображались мои восторженные чувства». Відомо, що Пушкін під час заслання бував у кишиневському та одеському будинках Фадеева.
Літературна діяльність письменниці не залишилась без уваги. На публікацію її творів відгукнулися багато видатних діячів того часу. Зокрема Тургенєв і Бєлінський.
| …У цій жінці було <…> і гаряче російське серце, і досвід життя жіночого, і пристрасність переконань, — і не відмовила природа в тих «простих і солодких» звуках, в яких щасливо виражається внутрішнє життя…[11] Оригінальний текст (рос.) …В этой женщине было <…> и горячее русское сердце, и опыт жизни женской, и страстность убеждений, — и не отказала природа в тех «простых и сладких» звуках, в которых счастливо выражается внутренняя жизнь… |
| …Є письменники, які живуть окремим життям від своїх творінь; є письменники, особистість яких тісно пов'язана з їх творами. Читаючи перше, потішали божественним мистецтвом, не думаючи про художника; читаючи друге, потішали спогляданням прекрасної людської особистості, думаєш про неї, любиш її і бажаєш знати її саме і подробиці її життя. До цього другого розряду належить наша обдарована Зенеіда Р-ва (Олена Ган)…[12] Оригінальний текст (рос.) …Есть писатели, которые живут отдельною жизнью от своих творений; есть писатели, личность которых тесно связана с их произведениями. Читая первых, услаждаешься божественным искусством, не думая о художнике; читая вторых, услаждаешься созерцанием прекрасной человеческой личности, думаешь о ней, любишь её и желаешь знать её самое и подробности её жизни. К этому второму разряду принадлежит наша даровитая Зенеида Р-ва (Елена Ган)… |

## Літературна діяльність
1838 — «Утбалла» и «Джеллаледдин»
1839 — «Медальон»
1840 — «Суд света»
1841 — «Теофания Аббиаджио»
1842 — «Напрасный дар», «Любонька», «Ложа в одесской опере»

## Родина
- Чоловік — Петро Олексійович Ган — нащадок німецького аристократичного роду Ган-Ган фон Ротерган.
- Старша донька — Олена Петрівна Блаватська — (1831—1893) — філософ, засновниця Теософського товариства.
- Молодша донька — Віра Петрівна Желіховська — (1835—1896) — письменниця.
- Син — Леонід Петрович Ган — (1840 — ?)

## Цікаві факти
По лінії своєї мами — Олени Павлівни Довгорукої, Олена Андріївна Ган була нащадком великого князя Київського Ярослава Мудрого.